# Soroush Rafiei
Soroush Rafiei (24 de março de 1990) é um futebolista profissional iraniano que atua como meia-atacante.

## Carreira
Soroush Rafiei representou a Seleção Iraniana de Futebol na Copa da Ásia de 2015.